# هرمونات نخامية عصبية
تشكل الهرمونات النخامية العصبية فصيلة ترتبط هيكليًا ووظيفيًا بهرمون الببتيد. الممثلان الرئيسيان هما الاكسيتوسين والفازوبرسين. تتم تسميتهما لأنه يتم إفرازهما بواسطة النخامية العصبية، بمعنى الغدة النخامية الخلفية (الغدة النخامية تشير إلى الغدة النخامية)، في حد ذاتها هي إسقاط الخلايا الوطاء العصبية.
يتم تجميع معظم هرمونات الأوكسيتوسين والفاسوبريسين في الخلايا الإفرازية العصبية الكبيرة للنواة الوطائية فوق البصرية والنواة المجاورة للبطينات الخاصة بالوطاء. ثم يتم نقلها في حبيبات الإفراز العصبي على طول المحاور العصبية داخل المسالك النخامية العصبية الوطائية بواسطة جريان هيولي المحور نحو النهايات المحورية مما يشكل الجزء العصبي بالغدة النخامية الخلفية. وهناك، يتم تخزينها في أجسام هيرينغ (كتل هيالينية في النخامية العصبية) ويمكن أن تنطلق إلى الدورة الدموية استنادًا إلى الإشارات الهرمونية والمشبكية مع مساعدة من الخلايا النخامية.
ويتم أيضًا تجميع الفاسوبريسين والأوكسيتوسين في الخلايا الإفرازية العصبية الصغيرة بالنواة المجاورة للبطينات في منطقة ما تحت المهاد، التي تظهر للبارزة المتوسطة، حيث يتم نقلها وإفرازها في الجهاز النخامي البابي لتحفيز النخامية الأمامية. وبالتالي فمن الممكن أيضًا اعتبارها هرمونات نخامية التوجه.
ويتوسط الأوكسيتوسين تقلص العضلات الملساء للرحم والغدة الثديية، بينما يتخذ الفاسوبريسين تحركًا مضادًا لإدرار البول في الكلى، ويتوسط تضيق الأوعية الطرفية. ونظرًا لتشابه الهرمونين، يحدث تفاعل مشترك: الأوكسيتوسين لديه وظيفة طفيفة مضادة لإدرار البول، ويمكن أن تتسبب مستويات البروتين المضادة للفيروسات العالية في حدوث تقلصات بالرحم. ومن القواسم المشتركة مع الببتيدات الأكثر نشاطًا، أن كلا الهرمونين يتم تخليقهما مثل سلائف البروتين الكبيرة التي يتم تحويلها إنزيميًا إلى أشكالها الناضجة.
وتتواجد أعضاء هذه الفصيلة في الطيور، والأسماك، والزواحف، والبرمائيات (الميسوتوسن، والأيزوتوسن، والفاليتوسين، والغلوميتوسين، والأسبراسين، والفازوتوسين، والسيروتوسين، أسفتوسن، فيسفتوسن)، وفي الديدان (أنيتوسين)، والأخطبوط (سيفلوتوسن)، والجراد الرحال (الجراد المهاجر) (لوكيبريسن أو نيوروبيبتيدي F1/F2)، وفي الرخويات(كونابريسنس جي وإس).